# Xã Hebron, Quận Potter, Pennsylvania
Xã Hebron (tiếng Anh: Hebron Township) là một xã thuộc quận Potter, tiểu bang Pennsylvania, Hoa Kỳ. Năm 2010, dân số của xã này là 589 người.